# اوبرن (کنتاکی)
اوبرن (به انگلیسی: Auburn) شهری در ایالت کنتاکی کشور ایالات متحده آمریکا است که جمعیت آن در سرشماری سال ۲۰۱۰ میلادی، ۱٬۳۴۰ نفر بوده‌است.